# 川崎ダービー
川崎ダービー（かわさきダービー）とは、かつて存在した日本のダービーマッチ。日本プロサッカーリーグ（Jリーグ）に加盟する川崎市にホームタウンを置く川崎フロンターレとヴェルディ川崎（現-東京ヴェルディ）によって行われるダービーマッチであるが、ヴェルディが神奈川県川崎市から東京都へホームタウンを移したことで消滅した。

## 概要
- 1999年の天皇杯全日本サッカー選手権大会で初対戦、2000年からはフロンターレがJ1に昇格したため当時J1に所属していたヴェルディとのリーグ戦での川崎ダービーが実現した。しかし、フロンターレの1年でのJ2降格やこの年限りでヴェルディがホームタウンを東京都に移したため、川崎ダービーは消滅した。

## ホームスタジアム
| チーム名                                       | スタジアム名 （命名権名称） | 収容人員 | 画像   | 備考                            |
| ---------------------------------------------- | --------------------------- | -------- | ------ | ------------------------------- |
| 川崎フロンターレ・ヴェルディ川崎 （共用）※当時 | 等々力陸上競技場            | 25,000人 | 等々力 | V川崎は2000年限りで等々力撤退。 |

## 戦績
■川崎フロンターレ：1勝2分2敗

■ヴェルディ川崎：2勝2分1敗
| 開催日 | 開催日   | 時期                   | 会場   | ホーム | 得点  | アウェイ | 観客数 |
| ------ | -------- | ---------------------- | ------ | ------ | ----- | -------- | ------ |
| 1999年 | 12月19日 | 天皇杯4回戦            | 丸亀   | 川崎F  | 1 - 3 | V川崎    |        |
| 2000年 | 4月22日  | J1-1st第8節            | 等々力 | V川崎  | 2 - 0 | 川崎F    | 9,703  |
| 2000年 | 7月26日  | J1-2nd第6節            | 等々力 | 川崎F  | 0 - 0 | V川崎    | 8,598  |
| 2000年 | 8月30日  | ナビスコ杯3回戦第1レグ | 等々力 | V川崎  | 0 - 0 | 川崎F    | 2,911  |
| 2000年 | 9月6日   | ナビスコ杯3回戦第2レグ | 等々力 | 川崎F  | 2 - 0 | V川崎    | 4,195  |

## JFLにおける川崎ダービー
初代JFL・ジャパンフットボールリーグでは1992年の第1回に富士通サッカー部、東芝堀川町サッカー部、NKKサッカー部の3チームがJ1（現在のJ2リーグに相当するクラス）に加盟し、この3チームで「川崎ダービー」が行われたが、この当時は「川崎ダービー」として紹介されることはほとんどなかった。
なお、NKKはこの年10位でJ2（現在のJ3リーグ に当たるクラス）降格が決定し、その後1993年に休部したため同じカテゴリーでの参戦は1992年の1回限りであった。また東芝も1996年に札幌市へ移り北海道コンサドーレ札幌となったため、JFLでの川崎ダービーは1995年で消滅している。

## 関連記事
- 日本のダービーマッチ
- 神奈川ダービー